# 江大權
江大权（？—570年），字伯谋，南北朝南朝陈官员，济阳考城人。
江大权在陈朝担任少府，封四会县伯。永定三年（559年）六月二十一日，陈武帝驾崩。当时浙东、闽粤、荆湘都不在陈朝统治范围，陈朝外有强敌，皇侄临川王陈蒨镇守南皖。朝无重臣，只有杜棱掌管宫廷宿卫军还在建康。章皇后召江大权和领军杜棱、中书侍郎蔡景历进入宫禁之中商量主意，决定秘不发丧，紧急从南皖召回陈蒨。于是陈蒨登基为陈文帝。江大权在陈宣帝太建二年（570年），在通直散骑常侍任上去世。